# Том Сайнтфіт
Том Сайнтфіт (нід. Tom Saintfiet, нар. 29 березня 1973, Мол) — бельгійський футболіст, що грав на позиції півзахисника. По завершенні ігрової кар'єри — тренер. Відомий за роботою з низкою національних збірних. З 2024 року очолює тренерський штаб збірної Малі.

## Ігрова кар'єра
Як футболіст Том Сайнтфіт з 1991 до 1997 року грав у низці бельгійських клубів, зокрема «Стад Лувен», «Зварте Дойвелс», «Уде Год Спорт» і «Бом».

## Кар'єра тренера
Розпочав тренерську кар'єру відразу після завершення кар'єри гравця у 1997 році, очоливши тренерський штаб клубу «Заммел», а за рік перейшов до роботи в юнацькій команді клубу «Дессел Спорт». У 2000 році очолив івуарійський клуб «Сателліт Абіджан», де пропрацював до кінця року.
У 2002 році Сайнтфіт очолив фарерський клуб «Б71 Сандур», у приблизно той же час він очолював нідерландський клуб «Телстар». У 2003 році Сайнтфіт очолив катарський клуб «Аль-Гарафа». 2004 року бельгійський тренер очолив юнацьку збірну Катару віком гравців до 17 років, з якою працював до кінця року.
У 2005 році Сайнтфіт очолив німецький клуб «Клоппенбург», а в 2006—2007 роках очолював інший німецький клуб «Еммен». У 2008 році бельгійський тренер очолив фінський клуб «РоПС». Згодом протягом 2008—2010 років Том Сайнтфіт очолював тренерський штаб збірної Намібії.
2010 року Сайнтфіт прийняв пропозицію очолити збірну Зімбабве, проте вже в цьому ж році після кількох невдалих матчів він покинув табір збірної, та став головним тренером йорданського клубу «Шабаб Аль-Ордон». Проте вже наступного року тренер перейшов на роботу головним тренером збірної Ефіопії, з якою працював до кінця року.
У 2012 році Том Сайнтфіт став головним тренером танзанійського клубу «Янг Афріканс», проте вже цього року отримав запрошення очолити збірну Ємену, з якою пропрацював до 2013 року. У 2013 році бельгійський тренер також устиг попрацювати головним тренером збірної Малаві. У 2014 році він також очолював південноафриканський клуб"Фрі Стейт Старз".
У 2015—2016 роках Сайнтфіт очолював збірну Того, у 2016 році він також працював головним тренером збірної Бангладеш. Ще в 2016 році бельгійський тренер очолив тренерський штаб збірної Тринідаду і Тобаго, проте в 2017 році після низки невдалих матчів тренер покинув свою посаду.
У 2017 році Том Сайнтфіт очолив тренерський штаб збірної Мальти, проте вже за півроку тренер покинув свою посаду.
У 2018 році Тома Сайнтфіта запросили очолити збірну Гамбії. На цій посаді бельгійський тренер уперше вивів гамбійську збірну до фінальної частини Кубка африканських націй 2021 року, де збірна Гамбії відразу вийшла до чвертьфіналу, проте наступний раз на Кубку африканських націй 2023 команда не зуміла вийти з групи, й бельгійський тренер покинув африканську збірну.
У 2024 році Том Сайнтфіт очолив тренерський штаб збірної Філіппін, проте вже за кілька місяців очолив тренерський штаб збірної Малі.